# Матрос Олександра Пилипівна
Олександра Пилипівна Матрос (народилася 7 листопада 1938 в селі Кам'янка Попільнянського району Житомирської області) — науковець, селекціонер, кандидат сільськогосподарських наук, головний науковий співробітник Носівської селекційно-дослідної станції.

## Життєпис
У 1963 закінчила Білоцерківський сільськогосподарський інститут (агрономічний факультет) та почала працювати головним агрономом у господарствах Чернігівської області. 
Згодом перевелася на педагогічний факультет УСГА і з 1967 р. викладала у Сокиринському сільськогосподарському технікумі.
у 1967 закінчила Українську сільськогосподарську академію (педагогічний факультет), а у 1973 р. — аспірантуру за спеціальністю «Селекція і насінництво». Під керівництвом д. с.-г. н., проф. М. О. Зеленського у 1974 р. захистила кандидатську дисертацію.
На Носівську селекційно-дослідну станцію О. П. Матрос прийшла в 1977 р. і обійняла посаду старшого наукового співробітника відділу селекції. З травня 1999 року переведена на посаду провідного, а з листопада 1999 головного наукового співробітника групи селекції вівса.
На початку трудової та наукової діяльності на Носівській СДС напрямами її досліджень були:
- створення та підтримання колекції вівса посівного A. sativa L., що включає підвиди плівчатих (A. sativa subsp. sativa Rod. et Sold.) і голозерних (A. sativa subsp. nudisativa (Husnot) Rod. et Sold.) вівсів;
- розробка й обґрунтування напрямів селекційної роботи з вівсом для різних ґрунтово-кліматичних зон України;
- визначення особливостей формування складових структури врожаю та виділення джерел господарсько-цінних ознак;
- виведення нових сортів вівса інтенсивного типу продовольчого та фуражного призначення;
- впровадження сучасних наукових розробок (сортів) на полях України тощо.

Створила 14 сортів вівса: Чернігівський-126, Резон, Чернігівський-27, Чернігівський-28, Деснянський, Ранньостиглий, Славутич, Райдужний, Нептун, Зірковий, Парламентський, Закат, Скарб України,  Візит, що становлять половину сортів цієї культури, занесених до Державного реєстру сортів рослин, придатних для поширення в Україні. 
Близько 70% вівсяних площ Україна засіває сортами О.П. Матрос.  Поля Чернігівщини на 90% засіяні вівсом, виведеним нею. Вона також створила сорт голозерного вівса, який не має аналогів в Україні, а сорт вівса Закат є національним стандартом.
Створила сорти голозерного вівса, яким немає аналогів в Україні. Голозерні сорти відрізняються від інших — їх зернівки не мають зернової оболонки, що значно підвищує їхні харчові якості і спрощує процес перебробки. Щоправда, врожаї голозерних на 10-20 відсотків нижчі за звичайні сорти, та й технологія їхнього вирощування потребує більших зусиль. Але носівські селекціонери зараз працюють над вирішенням цієї проблеми.
Співпрацює з селекціонерами Білорусії.

## Публікації
- монографія «Овес» (2005), у співавторстві з А. С. Малиновським, ректором Державного екологічного університету
- розділу «Селекція вівса» у навчальному посібнику «Спеціальна селекція польових культур» (2010).

## Відзнаки
Нагороджена:
- орденом княгині Ольги II ступеня за значний особистий внесок у соціально-економічний. науково-технічний, культурно-освітній розвиток Української держави, вагомі трудові досягнення, багаторічну сумлінну працю та з нагоди Дня Соборності та Свободи України[2];
- орденом княгині Ольги III ступеня (2008);
- почесною грамотою Української академії аїрарних наук (2007).
- почесною грамотою Чернігівської обласної державної адміністрації (2001, 2011)
- почесною грамотою Носівської районної ради (2000);
- медаллю 50 років Перемоги р Великій Вітчизняній війні 1941—1945 рр. (1995);
- дипломом III ступеня Виставки досягнень народного господарства Української РСР (1981);

## Адреса
С. Дослідне, Носівський район, Чернігівська область, 17131.